# Фъджет
Фъджет е град в окръг Тимишоара, югозападна Румъния.